# Aeropuerto Internacional de Blackpool
El Aeropuerto Internacional de Blackpool era un aeropuerto de tamaño pequeño, que servía para la ciudad de Blackpool, en el Reino Unido. Operaba en su mayoría vuelos a destinos nacionales, y también a algunos a destinos de la Unión Europea. Después de operar con pérdida de capital durante varios años, el terminal y la torre de control se cerraron en el 15 de octubre de 2014. El campo de aviación todavía sirve la aviación general.

## Aerolíneas y destinos
En los días precedentes del cierro, el aeropuerto contaba con una decena de enlaces aéreos a destinos de vacaciones en España, Portugal y Turquía, operado por Jet2.com. También se ofrecía vuelos a la Isla de Man y Belfast con Cityjet, y a Dublín con Aer Lingus. 
Históricamente, el aeropuerto también era base para Ryanair, Jetstream Express y Flybe.

## Estadísticas
Ver fuente y consulta Wikidata.